# Ортогональный базис

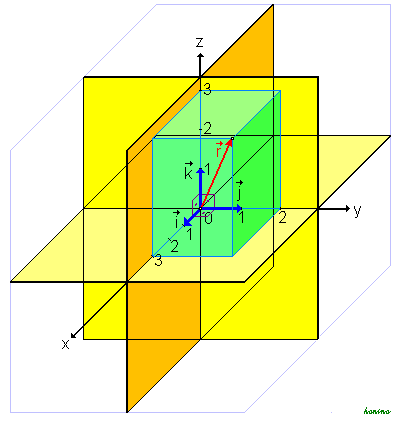
Ортонормированный базис в 3-мерном евклидовом пространстве

Ортогона́льный (ортонорми́рованный) ба́зис — ортогональная (ортонормированная) система элементов линейного пространства со скалярным произведением, обладающая свойством полноты.

## Конечномерный случай

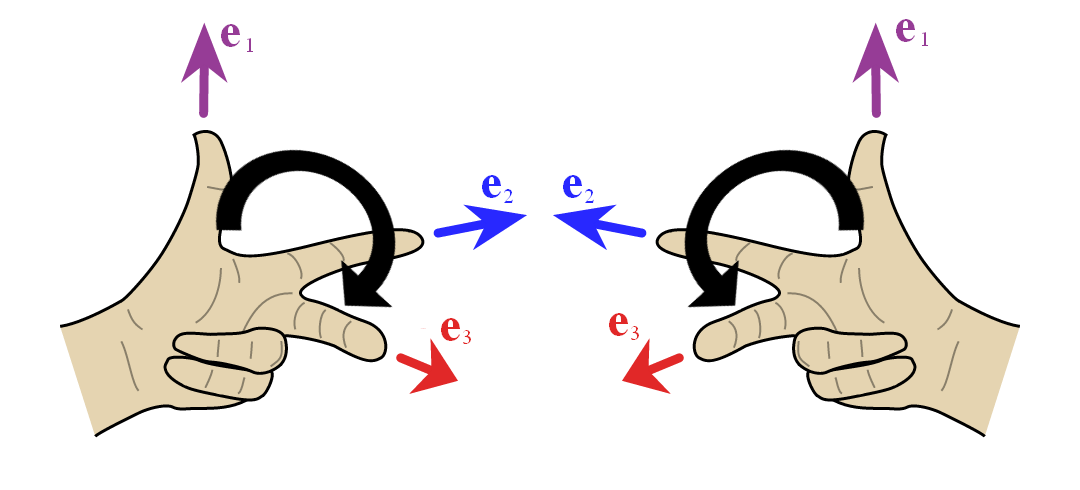
Мнемоническое правило для определения ориентации базиса. Слева — левоориентированный базис, справа — правоориентированный.

Ортогональный базис — базис, составленный из попарно ортогональных векторов.
Ортонормированный базис удовлетворяет ещё и условию единичности нормы всех его элементов. То есть это ортогональный базис с нормированными элементами.
Последнее удобно записывается при помощи символа Кронекера:
{\displaystyle (e_{i},e_{j})=\delta _{ij},}
то есть скалярное произведение каждой пары базисных векторов равно нулю, когда они не совпадают ({\displaystyle i\neq j}), и равно единице при совпадающем индексе, то есть когда берётся скалярное произведение любого базисного вектора с самим собой.
Очень многое записывается в ортогональном базисе гораздо проще, чем в произвольном, поэтому очень часто стараются использовать именно такие базисы, если только это возможно или использование какого-то специального неортогонального базиса не даёт особых специальных удобств. Или если не отказываются от него в пользу базиса общего вида из соображений общности.
Ортонормированный базис является самодуальным (дуальный ему базис совпадает с ним самим). Поэтому в нём можно не делать различия между верхними и нижними индексами, и пользоваться, скажем, только нижними (как обычно и принято, если конечно при этом используются только ортонормированные базисы).
Линейная независимость следует из ортогональности, то есть достигается для ортогональной системы векторов автоматически.
Коэффициенты в разложении вектора по ортогональному базису:
{\displaystyle \ \mathbf {a} =a_{1}\mathbf {e_{1}} +a_{2}\mathbf {e_{2}} +\ldots +a_{n}\mathbf {e_{n}} }
можно найти так:
{\displaystyle \ a_{i}={\frac {(\mathbf {a} ,\mathbf {e_{i}} )}{(\mathbf {e_{i}} ,\mathbf {e_{i}} )}}.}
Полнота ортонормированной системы векторов эквивалентна равенству Парсеваля: для любого вектора {\displaystyle \mathbf {a} } квадрат нормы вектора равен сумме квадратов коэффициентов его разложения по базису:
{\displaystyle (\mathbf {a} ,\mathbf {a} )=\sum _{i}(\mathbf {a} ,\mathbf {e_{i}} )^{2},}
Аналогичные соотношения имеют место и для бесконечномерного случая (см. ниже).

## Бесконечномерный случай
Ортогональный базис — система попарно ортогональных элементов {\displaystyle e_{1},e_{2},...,e_{n},...} гильбертова пространства {\displaystyle X} такая, что любой элемент {\displaystyle x\in X} однозначно представим в виде сходящегося по норме ряда
{\displaystyle x=\sum _{n=1}^{\infty }a_{n}e_{n},}
называемого рядом Фурье элемента {\displaystyle x} по системе {\displaystyle \{e_{n}\}}.
Часто базис {\displaystyle \{e_{n}\}} выбирается так, что {\displaystyle |e_{n}|=1}, и тогда он называется ортонормированным базисом. В этом случае числа {\displaystyle a_{n}}, называются коэффициентами Фурье элемента {\displaystyle x} по ортонормированному базису {\displaystyle \{e_{n}\}}, имеют вид
{\displaystyle a_{n}=(x,e_{n})}.
Необходимым и достаточным условием того, чтобы ортонормированная система {\displaystyle \{e_{n}\}} была базисом, является равенство Парсеваля.
Гильбертово пространство, имеющее ортонормированный базис, является сепарабельным, и обратно, во всяком сепарабельном гильбертовом пространстве существует ортонормированный базис.
Если задана произвольная система чисел {\displaystyle \{a_{n}\}} такая, что {\displaystyle \sum _{n=1}^{\infty }a_{n}^{2}<\infty }, то в случае гильбертова пространства
с ортонормированным базисом {\displaystyle \{e_{n}\}} ряд {\displaystyle \sum _{n=1}^{\infty }a_{n}e_{n}} — сходится по норме к некоторому элементу {\displaystyle x\in X}.
Этим устанавливается изоморфизм любого сепарабельного гильбертова пространства пространству {\displaystyle l_{2}} (теорема Рисса — Фишера).

## Примеры
- Стандартный базис {\displaystyle e_{1}=(1,0,\ldots ,0)^{\mathrm {T} },e_{2}=(0,1,\ldots ,0)^{\mathrm {T} },\ldots e_{n}=(0,0,\ldots ,1)^{\mathrm {T} }} в n-мерном евклидовом пространстве Rn является ортонормированным.

- Множество {\displaystyle \{f_{n}={\frac {1}{\sqrt {2\pi }}}e^{inx},n\in \mathbb {Z} \}} образует ортонормированный базис в {\displaystyle L^{2}([-\pi ,\pi ])}.